# La sottana di ferro
La sottana di ferro (The Iron Petticoat) è un film del 1956 diretto da Ralph Thomas.

## Trama
Una donna pilota sovietica piomba a bordo del suo Mig in una base aerea statunitense, portandovi lo scompiglio. Rigida e priva di senso dell'umorismo, la donna mette a dura prova un ufficiale messole alle costole dal comandante della base per sorvegliarla con la scusa di farle da chaperon. I due, alla fine, però capiranno di amarsi e la donna riuscirà a lasciare l'Unione Sovietica - dove era ritornata - per convolare a nozze con l'amato capitalista.

## Produzione
Il ruolo maschile che doveva in origine essere assegnato a Cary Grant, venne affidato a Bob Hope: fu l'unico flop al botteghino nella carriera dell'attore.

## Distribuzione
Il film uscì nelle sale il 7 gennaio 1957, in piena guerra fredda.

## Accoglienza

### Critica
(Leo Pestelli)

## Film correlati
Il film ha molte similitudini con un altro uscito mesi dopo ma che era stato girato nel 1953, Il pilota razzo e la bella siberiana (Jet Pilot) di Josef von Sternberg con John Wayne e Janet Leigh (1957)